# Verdi (cheval)
Pour les articles homonymes, voir Verdi (homonymie).
Verdi (de son nom complet VDL Groep Verdi Team Nijhof N.O.P. ; né le 9 mai 2002) est un étalon de robe baie, issu du stud-book KWPN, monté en saut d'obstacles par le cavalier néerlandais Maikel Van der Vleuten. Ce fils de Quidam de Revel issu d'une mère par Landgraf I est médaille d'argent par équipes aux Jeux olympiques d'été de 2012 à Londres, puis médaille d'or par équipe aux Jeux équestres mondiaux de 2014 à Caen.

## Histoire

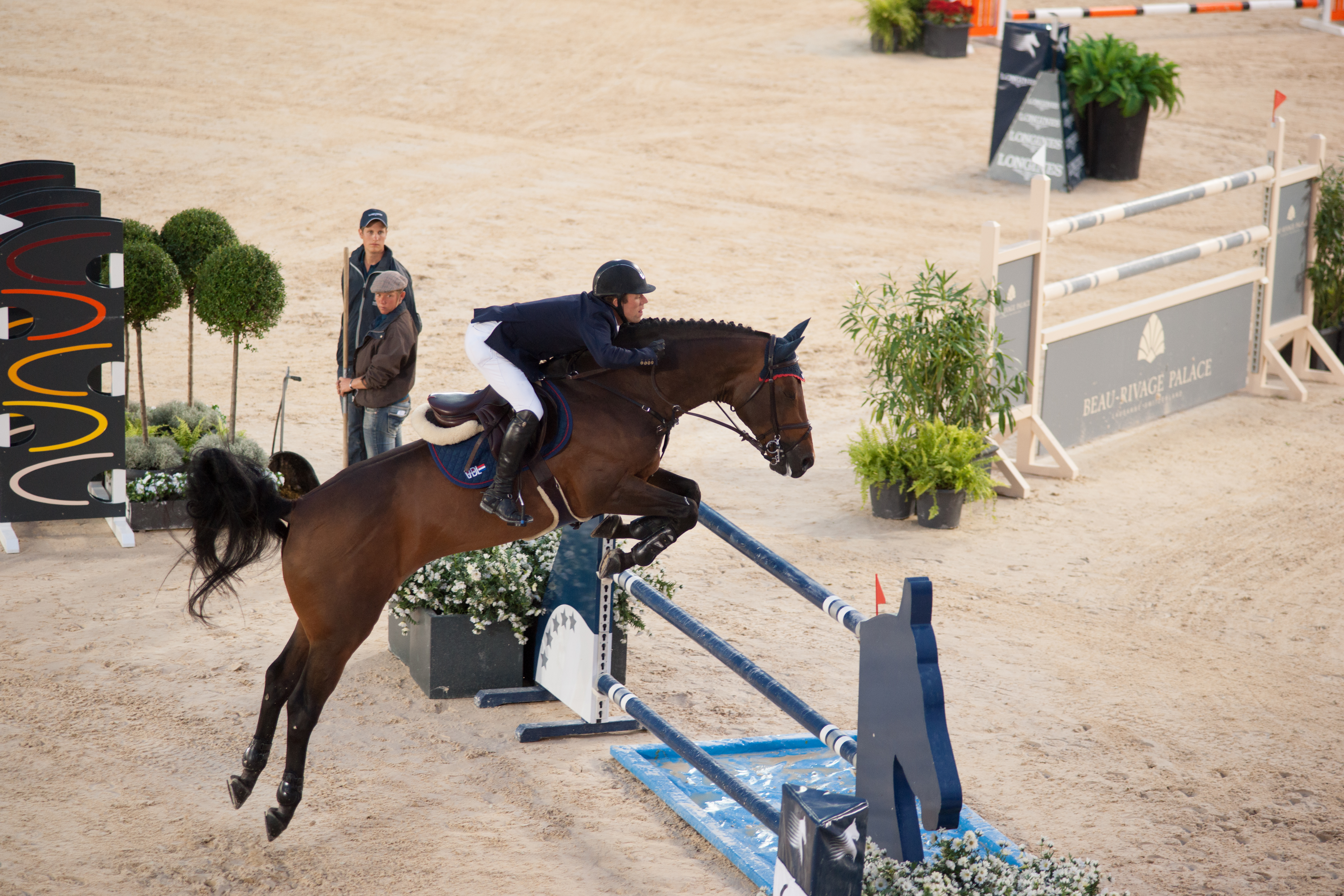
Maikel Van der Vleuten et Verdi au CHI de Genève de 2013.

Il naît le 9 mai 2002 à l'élevage de Veehandel Musterd B.V., à Hooge Zwaluwe aux Pays-Bas. Il intègre les écuries de son cavalier à l'âge de 4 ans, et représente les Pays-Bas avec Maikel Van der Vleuten lors de grandes compétitions mondiales de saut d'obstacles, depuis 2011.  
En avril 2017, à l'âge de 15 ans, il cesse de participer aux championnats, sans toutefois être mis à la retraite,.

## Description
Verdi est un  étalon de robe baie, inscrit au stud-book du KWPN. Il toise 1,72 m. Maikel Van der Vleuten le décrit comme un étalon très sympathique, calme et peu sujet au stress.

## Palmarès
Il est 10e du classement mondial des chevaux d'obstacle établi par la WBFSH en octobre 2014, puis 7e du même classement en octobre 2015.
- Mars 2019 : 6e du CSI5* Rolex Grand Slam de Bois-le-Duc, à 1,60 m[1].
- Septembre 2018 : second du CSIO5* de Calgary, Spruce Meadows AB, à 1,70 m[1].
- 2016 : 20e en individuel aux Jeux olympiques d'été de 2016 à Rio de Janeiro[1].
- 2014 : médaille d'or par équipes aux  Jeux équestres mondiaux de 2014 à Caen[1].
- 2012 : médaille d'argent par équipes aux Jeux olympiques d'été de 2012 à Londres[1].

## Origines
Verdi est un fils de l'étalon Selle français Quidam de Revel et de la jument Clarissa, par Landgraf I.